# Église Saint-Sulpice de Marignac
Pour les articles homonymes, voir Église Saint-Sulpice.
L'église Saint-Sulpice est une église de style roman saintongeais située à Marignac en Saintonge, dans le département français de la Charente-Maritime en région Nouvelle-Aquitaine.

## Historique
L'église Saint-Sulpice fut construite en style roman au XIIe siècle.

## Description
Ce qui fait l'originalité de l'église est un transept avec des bras qui sont en forme d'absides; ce qui donne un plan en forme de trèfle, dit aussi 'triconque'. (Ceci est bien mis en évidence par F. de Chasseloup Laubat de l'Académie de Saintonge, en 1961, dans son ouvrage 'Réflexions sur la Saintonge romane')

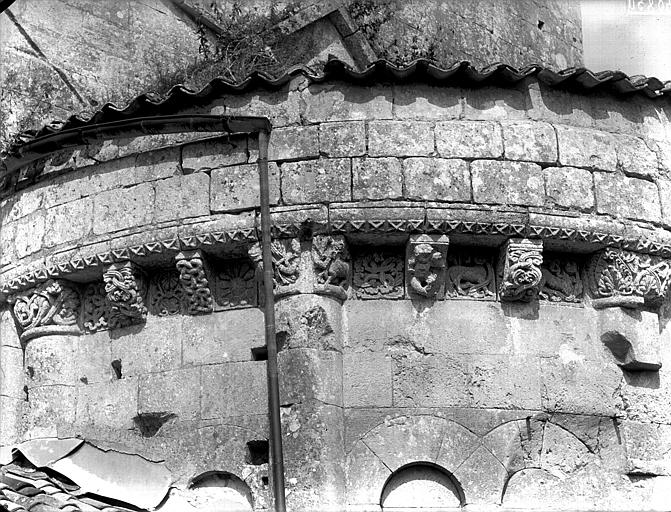
Modillons au début XXe siècle par Heuzé,
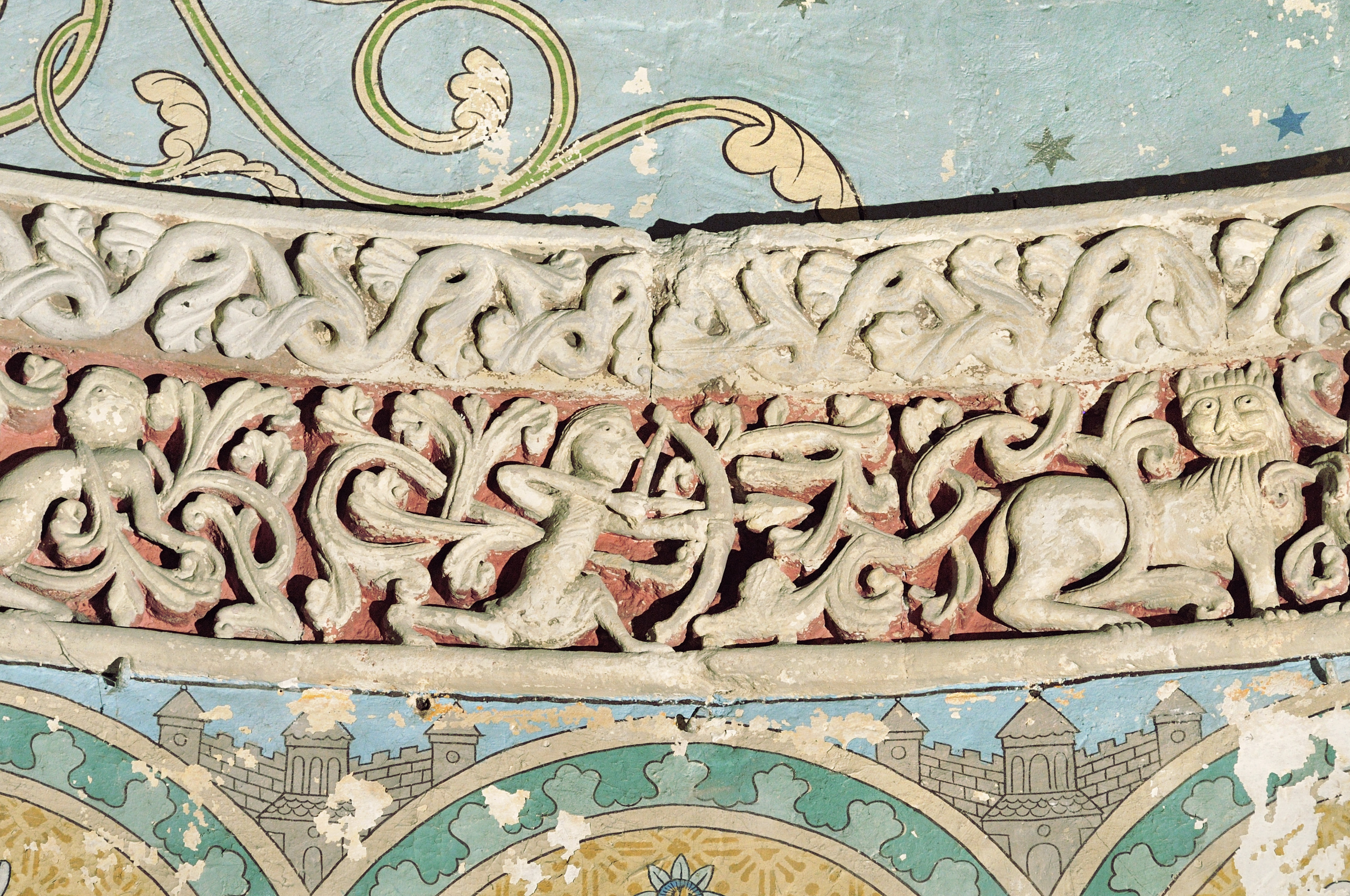
détail de chapelle,
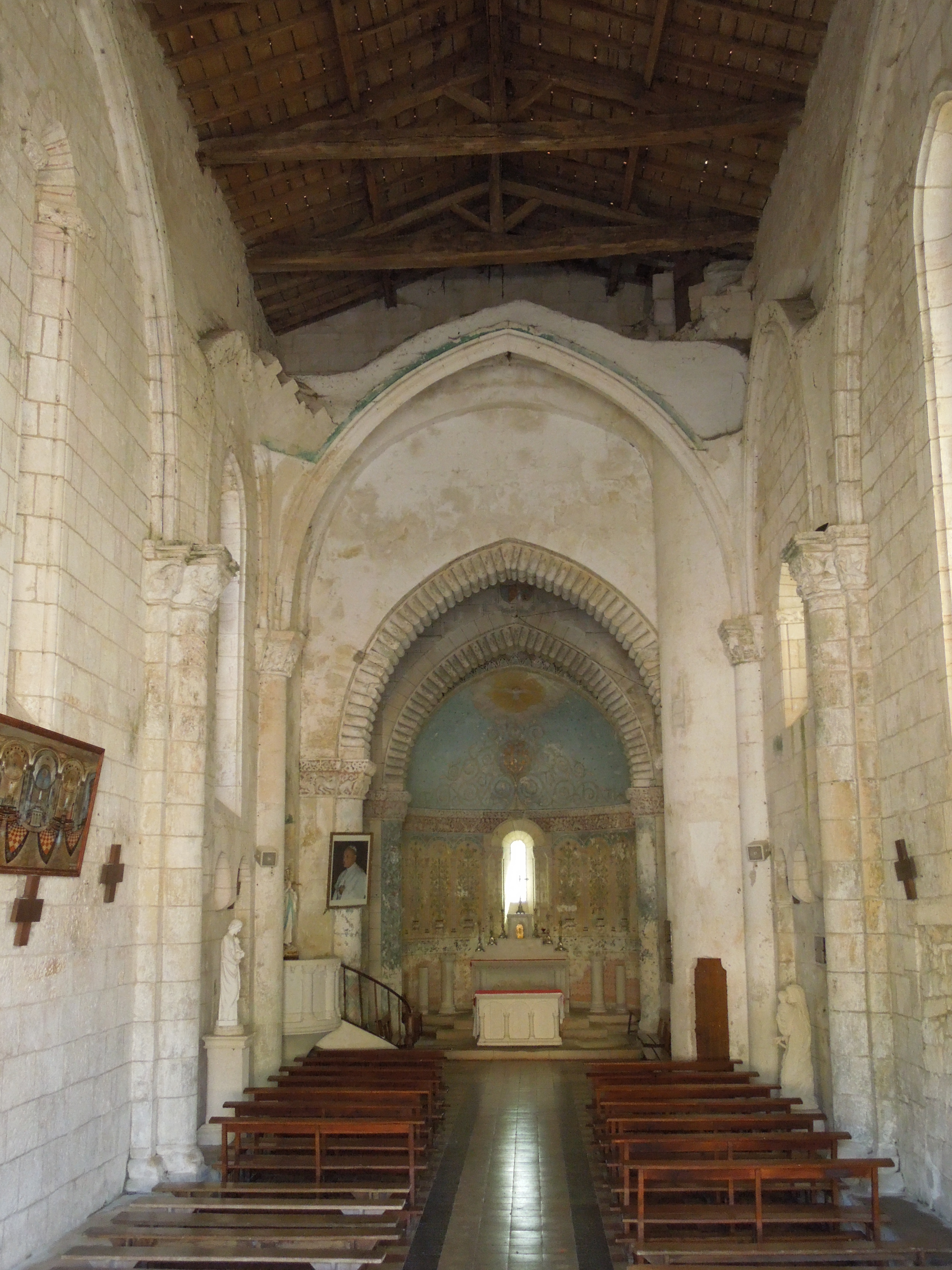
la nef.

## Protection
L'église Saint-Sulpice fait l'objet d'un classement au titre des monuments historiques depuis le 15 février 1896.